# ウズベキスタン人民民主党
ウズベキスタン人民民主党（ウズベキスタンじんみんみんしゅとう ウズベク語: O'zbekistan Xalq Demokratik Partiyasi / Ўзбекистон Халқ демократик партияси、英語: People's Democratic Party of Uzbekistan、略称:OXDPもしくはPDPU）は、ウズベキスタンの政党である。ウズベキスタン人民民主党はウズベキスタン共産党がソビエト連邦共産党とのつながりを断ち切る過程において1991年10月に結成され、党名を現在の名称に改めた。ウズベキスタン人民民主党は創設以来、ウズベキスタン大統領のイスラム・カリモフの支持勢力となってきた。2019-2020年の総選挙では150議席中22議席を獲得し第4党、2024年の総選挙では20議席を獲得しやはり第4党となっている。
同党は社会民主主義と中道左派の政治に共感し、ウズベキスタン立法院の主要左派政党である。外交政策への非干渉主義を支持しながら、福祉国家内で平等主義と規制された社会市場経済を促進している。中心的な支持者は、社会福祉に依存する人々、年金受給者、障害者、および従業員である。それにもかかわらず、親政府野党として行動する4つの政党の1つであり、自由民主党の発足以来、そうしてきた。

## 近年の動向
2004年12月24日と2005年1月9日に行われた議会選挙では、人民民主党は120議席中28議席を獲得した。